# Rejon szawelski
Rejon szawelski (lit. Šiaulių rajono savivaldybė) – rejon w północnej Litwie.